# Афек, Йоханан
Йоханан Афек (ивр. יוחנן אפק‎, фамилия изначально Копелович; род. 16 апреля 1952, Тель-Авив или Яффа) — израильский шахматист, международный мастер (1993), шахматный композитор,международный гроссмейстер по шахматной композиции (2015), международный арбитр по шахматной композиции (1988), мастер ФИДЕ по решению шахматных композиций (2005), международный арбитр (1988). Единственный шахматист мира, имеющий все 5 перечисленных званий. Редактирует исследовательский отдел английского журнала по шахматной композиции «The Problemist».
Афеку посвящена вторая глава книги Тибора Каройи «Гений на заднем плане» (Genius in the Background, 2009 год).
Ученик Моше Черняка.

## Биография
В 1989 году Афек являлся одним из устроителей командного чемпионата Европы в Хайфе, на котором победила сборная СССР. Первоначально он был известен как этюдист и арбитр, но в 1990-е годы Афек активно занялся практической игрой и вскоре стал международным мастером.
В 1988—1998 годах был главным тренером молодёжной сборной Израиля. Выиграл международный открытый чемпионат по шахматам в Париже в 2002 году, куда был приглашён вне конкурса . Выиграл престижный турнир по художественным шахматам в Амстердаме, организованный Фондом аристократического искусства и культуры.
С 2000 года живёт в Нидерландах.
Автор более 250 шахматных этюдов и свыше 100 задач. В 1988 году основал Международный шахматный фестиваль в Тель-Авиве, который с тех пор проводится ежегодно. В 1989 получил специальную медаль за вклад в образование, культуру и спорт.
В 2016 году Йоханан Афек организовал крупный международный конкурс, посвященный своему 64-летию. За главный приз сражались 47 шахматныхкомпозиторов, приславшие 60 этюдов.
Соавтор книг: «Борьба до последней пешки» (2000, на иврите, с Г. Вольманом, про Моше Черняка), «Невидимые шахматные ходы. Усильте вашу игру» (2013, с Э. Нейманом), «Extreme Chess Tactics» (2017). Наибольшую известность Афеку принесла его книга «Невидимые шахматные ходы», написанная вместе с Эммануилом Нейманом, ФИДЕ признало этот труд книгой года.
В 2018 году английское издательство «Quality Chess» выпустило новую книгу Й. Афека «Practical Chess Beauty». В 2020 году Федерация шахмат России выпустила эту книгу (в двух томах) на русском языке под названием «Учитесь побеждать красиво».

## Избранные этюды
[Тип "этюд"]
[Автор "Йоханан Афек"]
[Год "1973"]
[FEN "8/6nP/5b2/8/1k2P1B1/4K3/8/8 w KQkq - 0 1 "]
1.e5 Bxe5 2.Ke4 Ne6 3.Kxe5 Nf8 4.h8=N Kc5 5.Kf6 Kd6 6. Nf7+ Kc7 7. Ne5 Nh7+ 8. Ke7 Ng5 9. Bf5 1-0
Выигрыш (4 + 3)
1. e5! (1. h8Ф?? Кf5+) С:e5

2. Кре4 Ке6!!

3. Кр: e5 Кf8 (на 3… Кg5 последует 4. h8K! и Крf5, выигрывая коня)

4. h8К! Крс5 (начинается второй акт — ловля коня)

5. Крf6 Крd6

6. Кf7+ Крс7

7. Ке5 Кһ7+ (если 7… Крd8, то 8.Крf7 и далее 9. Kf3)

8. Кре7! (угрожая 9. Кf3) Кg5

9. Сf5, и чёрные в цугцванге теряют коня.

## Публикации в русском переводе
- Афек Й., Нейман Э. Невидимые шахматные ходы. Усильте вашу игру. — Russian Chess House / Русский Шахматный Дом, 2013. — 208 с. — ISBN 978-5-946932-98-1.
- Афек Й. Учитесь побеждать красиво. Эффектные комбинации и этюды для практиков. Книга первая. — ИП Барский В. Л., 2020. — 256 с. — ISBN 978-5-907077-25-6.
- Афек Й. Учитесь побеждать красиво. Эффектные комбинации и этюды для практиков. Книга вторая. — ИП Барский В. Л., 2020. — 224 с. — ISBN 978-5-907077-26-3.